# Paracoptochirus
Il genere Paracoptochirus Balthasar, 1963, appartiene alla sottofamiglia Aphodiinae della famiglia degli Scarabaeidae dell'ordine dei Coleotteri.
Per maggiori particolari sulle caratteristiche fisiche, l'anatomia, il comportamento, l'habitat e la fenologia si rimanda alla voce Aphodiinae.

## Caratteristiche
I coleotteri appartenenti al genere Paracoptochirus condividono i seguenti caratteri diagnostici: 
- Sono specie di dimensioni medie, da 6,5 a 8,5 millimetri; corpo poco convesso e lucido.
- Il capo ha epistoma poco gibboso e punteggiato granulosamente in modo poco distinto; il clipeo verso la parte centrale è abbondantemente sinuato, arrotondato ai lati e con l'orlo robusto e poco cigliato.
- Le guance o gonae sono più sporgenti degli occhi e arrotondate; la sutura frontale e distinta, priva di tubercoli.
- Il pronoto è fortemente convesso lateralmente, irregolarmente punteggiato; i punti reniformi hanno la forma di un ombelico e sono setigeri; ha i lati poco orlati, lungamente cigliati. La base del pronoto non è orlata, ma arrotondata verso il centro, bisinuata e cigliata.
- Lo scutello è triangolare, piccolo, allungato.
- Le elitre sono di forma ovale; le epipleure sono sottili; le strie non sono punteggiate; gli intervalli sono più larghi delle strie, convessi verso il disco e verso la punta subcarinati e le setae sono ricurve all'indietro; alcuni degli intervalli sono ridotti a rudimenti o molto ridotti.
- Le protibie sono tridentate al margine esterno nel senso distale e non serrulate nel senso prossimale.
- Le metatibie, sulla faccia esterna, hanno carene distinte con una corona di spinule allungate di diversa lunghezza.
- Il dimorfismo sessuale è evidenziato nei maschi per le protibie senza sperone apicale; per le mesotibie prive dello sperone apicale e per le metatibie appiattite.
- L'edeago ha parameri più corti del tegmen e acuminato verso l'apice.
- L'epifaringe è molto arrotondata ai lati e sul margine anteriore presenta due seni.
- L'epitorma ha forma di goccia.
- La corypha ha spiculae robuste e sporgenti in avanti.
- I pedia sono pubescenti con poche chetae più robuste.
- Le chaetopariae sono poco allungate e disposte in ordine sparso.

## Distribuzione
È un genere esclusivo della Penisola Balcanica, dell'Asia Minore e dell'Iran.

## Cladogramma
Secondo il Catalogue of Life il genere comprende 4 specie di cui 1 (P. singularis) forse reperita (nel 1899) in territorio italiano:
| Paracoptochirus | \| \| Paracoptochirus kozanensis \| \| \| \| \| \| Paracoptochirus petrovitzi \| \| \| \| \| \| Paracoptochirus singularis \| \| \| \| \| \| Paracoptochirus vignai \| \| \| \| |
|                 | \| \| Paracoptochirus kozanensis \| \| \| \| \| \| Paracoptochirus petrovitzi \| \| \| \| \| \| Paracoptochirus singularis \| \| \| \| \| \| Paracoptochirus vignai \| \| \| \| |
|                 | Paracoptochirus kozanensis |
|                 | |
|                 | Paracoptochirus petrovitzi |
|                 | |
|                 | Paracoptochirus singularis |
|                 | |
|                 | Paracoptochirus vignai |
|                 | |